# Regina Linnanheimo

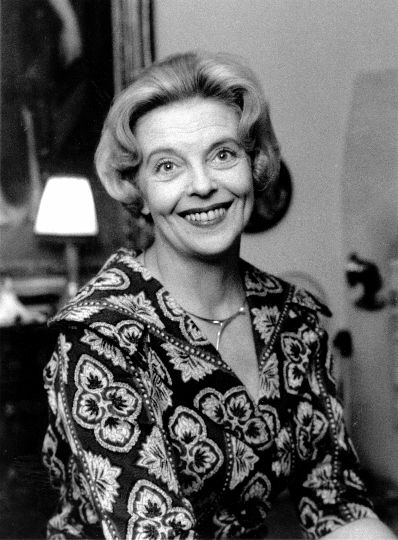
Linnanheimo en 1961

Regina Linnanheimo (7 de septiembre de 1915 – 24 de enero de 1995) fue una actriz y guionista cinematográfica finlandesa. Fue una de las escasas estrellas de su país sin antecedentes teatrales en su haber. 

## Biografía

### Inicios
Su nombre completo era Axa Regina Elisabeth Linnanheimo, y nació en Helsinki, Finlandia, siendo sus padres Johan Gustaf Leino y Aksa Johanna Grönlund. Regina tenía cuatro hermanas, Ragnhild, Ellen, Ester y Rakel, y dos hermanos, Eino Leino y Reino. Ella y sus hermanos estaban interesados en la actuación, vocación que no apoyaba su padre. Aun así, llegaron a ser actores cuatro de los hermanos. Regina tuvo algún contacto con el teatro acompañando en el escenario a su hermana Ragnhild, pero la experiencia fue negativa, y no volvió a actuar sobre las tablas.
A los siete años ingresó en la Escuela Alemana de Helsinki, y en 1924 el apellido Leino fue cambiado por Linnanheimo. En esos años Regina ya era muy aficionada al cine, admirando a estrellas como Greta Garbo y Colleen Moore.

### Carrera en el cine
En el invierno de 1931 falleció a causa de una neumonía su hermana Ragnhild. Ese mismo año se rodaba la película Jääkärin morsian, en la cual actuaba Rakel Linnanheimo. En un momento dado del rodaje fue necesario repetir una escena, pero Rakel se encontraba ausente, y se pensó en pedir a Regina que se pusiera la ropa de su hermana y la sustituyera. Fue su primera experiencia en el cine.
Los siguientes papeles de Linnanheimo fueron de escasa duración en películas dirigidas por Teuvo Tulio y Valentin Vaala. En otoño de 1933 empezó el rodaje de Helsingin kuuluisin liikemies, película en la cual encarnaba a Maikki.
Linnanheimo consiguió un papel protagonista en la película producida por Suomi-Filmi y dirigida por Risto Orko VMV 6 (1935). Gracias a su trabajo se incrementó su fama, siendo considerada una de las estrellas cinematográficas de su país junto a Hanna Taini y Ansa Ikonen, y a finales de la década recibió una oferta para actuar en el teatro, propuesta que rechazó.
En 1936 interpretó a Anni en Taistelu Heikkilän talosta, película en la cual Teuvo Tulio, su director, demostraba que Linnanheimo podía hacer interpretaciones de mayor profundidad, más alejados de su apariencia física. Su trabajo fue bien recibido por la crítica.
Ese mismo año, en Navidad, se estrenó la comedia Mieheke, en la cual también actuaba Tauno Palo, intérprete con el que había coincidido en Jääkärin morsian.
A finales de los años 1930 Linnanheimo protagonizó dos filmes de Tulio. Linnanheimo colaboró en el guion de Nuorena nukkunut, y en Laulu tulipunaisesta kukasta apareció en los créditos como uno de los tres guionistas. En este film la protagonista no era ella sino su hermana Rakel.
Nuorena nukkunut, estrenada en la Navidad de 1936, tenía escenas atrevidas para la época y que despertaron indignación. La censura finalmente decidió cortar las escenas de ”mal gusto”. Linnanheimo consideraba incomprensible la controversia producida.
Regina Linnanheimo se incorporó a Suomen Filmiteollisuus en el verano de 1938, al mismo tiempo que Tauno Palo y Jorma Nortimo. El director de la compañía, Toivo Särkkä, organizó para sus actores un viaje de estudios al extranjero, conociendo la actividad cinematográfica de París y Berlín, donde visitaron los estudios Babelsberg.
En invierno de 1939 se estrenó una película basada en una obra de Hella Wuolijoki, Eteenpäin – elämään, y después Helmikuun manifesti, cintas que dieron más fama a Linnanheimo y Palo. En el mismo año fue la madre de Olavi en la cinta protagonizada por Heimo Haitto Pikku pelimanni.
En el primer día de la Guerra de Invierno, el 30 de noviembre de 1939, murió su hermano durante un bombardeo en Helsinki. La familia se mudó a dicha ciudad, y Regina Linnanheimo cosía ropa para los desplazados. Durante la paz interina, hubo demanda de películas con temática realista, tratando asuntos como las diferencias sociales y el amor que supera todos los problemas. En esa línea, Linnanheimo protagonizó las cintas Suotorpan tyttö y Kaivopuiston kaunis Regina, en ambas trabajando con Tauno Palo. La primera de ellas, basada en una novela de Selma Lagerlöf, tuvo poca aceptación por parte de la crítica. Kaivopuiston kaunis Regina tuvo mejor resultado, aunque la sustitución de la actriz por una doble en una escena fue muy criticada.
En 1941 rodó Kulkurin valssi, una de las películas más vistas del cine de su país, en la cual Linnanheimo encarnaba a Rosinka, recibiendo la producción críticas desiguales.
Durante la Guerra de Continuación, en el verano de 1941, Linnanheimo se sumó al esfuerzo bélico, trabajando para la organización Lotta Svärd. En 1942 comenzó el rodaje de Onni pyörii, escribiendo el guion Mika Waltari expresamente para Linnanheimo y Palo.
La película Katariina ja Munkkiniemen kreivi tuvo como protagonista masculino a Leif Wager. El rodaje, interrumpido por la guerra, se reanudó en la primavera de 1942. El drama fue bien recibido por el público y la crítica. Con esta película la fama de Linnanheimo se encontraba en su apogeo.
En el otoño de 1942 la Cámara de Cine de Alemania invitó a varios actores y directores a una visita de dos semanas a su país. Viajaron los intérpretes Regina Linnanheimo, Lea Joutseno, Helena Kara, Irma Seikkula y Leif Wager, así como los realizadores Wilho Ilmari, Hannu Leminen y Ilmari Unho. La visita se llevó a cabo entre el 10 y el 24 de noviembre de 1942, conociendo estudios de cine de Berlín, Múnich y Viena. El viaje incluyó una recepción por parte del ministro Joseph Goebbels, que tuvo una gran repercusión en la prensa germana.
En la primavera de 1943 Linnanheimo pasó a la productora dirigida por Risto Orko Suomi-Filmi, principalmente gracias al salario, que era casi el doble del de otras estrellas femeninas. En el mismo año Tauno Palo pasó también a Suomi-Filmi. Linnanheimo y Palo actuaron en la cinta de aventuras Herra ja ylhäisyys, ambientada en México, motivo por el cual la actriz hubo de teñirse el pelo de negro. En total, Linnanheimo y Tauno Palo rodaron diez películas. 
Con el thriller Kuollut mies vihastuu (1944), la actuación de Linnanheimo fue alabada por el diario Uusi Suomi. En el invierno de ese año se rodó Linnaisten vihreä kamari, encarnando Linnanheimo a la doncella Anna. El rodaje de la cinta se interrumpió a causa de un bombardeo. La actriz hubo de vagar por la ciudad en llamas, motivo por el cual enfermó y precisó ser hospitalizada largo tiempo. Cuando se reanudó el rodaje, la actriz había perdido varios kilos, pero sacó adelante su papel con éxito. Linnaisten vihreä kamari obtuvo cuatro Premios Jussi, y fue su último trabajo para Suomi-Filmi.
Finalizada la guerra, Linnanheimo dejó Suomi-Filmi y empezó a trabajar con Teuvo Tulio. Pudo continuar con su actividad como guionista, además de buscar nuevos retos como actriz. La cooperación con Tulio duró hasta el final de la carrera de Linnanheimo. A principios de 1945 Linnanheimo viajó a Suecia para estudiar dicción sueca bajo la dirección de la cantante Marianne Mörner. El motivo era que las dos siguientes cintas de Tulio iban a rodarse en Suecia, y Linnanheimo quería mejorar su acento sueco. Sin embargo, una huelga cinematográfica local modificó los planes, rodándose finalmente las producciones en Finlandia.
Rakkauden risti se completó en la primavera de 1946, y Regina Linnanheimo interpretó un tipo de personaje totalmente diferente a los suyos habituales. Ese mismo año también se estrenó Levoton veri, encarnando a una esposa celosa, despertando la película algunas críticas a causa de su erotismo.
1946 fue el momento culminante de la trayectoria de Linnanheimo, ganando el Premio Jussi a la mejor actriz. En verano de ese año actuó en una adaptación de la novela Heikkilän talon, que se tituló Intohimon vallassa, y en la que tenía como actor protagonista a Kullervo Kalske.
A finales de los años 1940, Linnanheimo actuó en dos películas de otras productoras. Se trata de Pikku pelimannista viulun kuninkaaksi y la cinta de Fenno-Filmi Vain kaksi tuntia. A partir de la siguiente década únicamente actuó en películas de Tulio.
En 1948 Linnanheimo empezó a prepararse para trabajar sobre el escenario junto a Rauli Tuomi con la obra Kohtalo. Además, siguió trabajando con Tulio, con el que rodó la cinta Hornankoski, que tuvo una versión sueca titulada Forsfararna. En la película debutó el actor Åke Lindman. Tanto en Finlandia como en Suecia la película tuvo más éxito que Intohimon vallassa.
A principios de los años 1950 trabajó en el guion de Rikollinen nainen, película que también protagonizó. La película, con una historia muy feminista, no tuvo buen resultado de taquilla. En el verano de 1952 rodó Mustasukkaisuus, cinta que tampoco obtuvo gran éxito. La última producción de Linnanheimo fue Olet mennyt minun vereeni, estrenada en 1956, y que fue un fracaso económico. Finalmente, a mediados de la década la actriz decidió retirarse del cine.

### Traductora
Finalizada su carrera en el cine, Linnanheimo trabajó como traductora, profesión que le permitía asociar sus dos grandes pasiones, los idiomas y el cine. Linnanheimo tradujo películas extranjeras al sueco y al finlandés. A principios de los años 1960 trabajó de modo independiente, pero a partir de 1963 dependió de Yleisradio. Uno de los nombres utilizados por ella en televisión era Regina Mörner. Entre sus múltiples traducciones para la pequeña pantalla figuran numerosos episodios de las series A Family At War, The Lucy Show y Wagon Train.
En 1972 Linnanheimo tradujo al finlandés el musical Silkkisukat, cuyo tema era sensible desde el punto de vista político, y se temía que fuera ofensivo para la Unión Soviética. Tras diversas controversias, se emitió por MTV3.

### Vida privada
En 1948 Linnanheimo se casó con el arquitecto Carl Robert Mörnerin (1896–1952), el cual falleció en el verano de 1952. La madre de Linnanheimon, Aksa Linnanheimo, murió al siguiente año.
Linnanheimo y Teuvo Tulio (1912–2000) no solamente fueron compañeros de trabajo, sino amantes. Su relación laboral los convirtió de manera gradual en una pareja poco convencional. Nunca se casaron, se comprometieron o vivieron juntos, y públicamente nunca reconocieron su relación.
Linnanheimo dejó Yleisradio a finales de los años 1980. En 1983 apareció en público por última vez en una celebración de Suomi-Filmi a la que habían sido invitadas muchas estrellas cinematográficas finlandesas.
Regina Linnanheimo había sido muy fumadora, y tuvo mala salud en sus últimos años. Falleció en Helsinki en 1995, a los 79 años de edad. Fue enterrada en la tumba de la familia Linnanheimo, cerca de Kotojärvi.

## Filmografía
- 1931 : Laveata tietä
- 1931 : Jääkärin morsian
- 1933 : Sininen varjo
- 1934 : Helsingin kuuluisin liikemies
- 1935 : Kun isä tahtoo...
- 1936 : VMV 6
- 1936 : Taistelu Heikkilän talosta
- 1936 : Mieheke
- 1937 : Nuorena nukkunut
- 1938 : Kiusaus'
- 1939 : Eteenpäin – elämään
- 1939 : Helmikuun manifesti
- 1939 : Pikku pelimanni
- 1940 : Suotorpan tyttö
- 1940 : Lapseni on minun
- 1940 : Yövartija vain...
- 1941 : Kulkurin valssi
- 1941 : Kaivopuiston kaunis Regina
- 1942 : Onni pyörii
- 1942 : Niin se on, poijaat!
- 1943 : Katariina ja Munkkiniemen kreivi
- 1944 : Herra ja ylhäisyys
- 1944 : Kuollut mies vihastuu
- 1945 : Linnaisten vihreä kamari
- 1946 : Rakkauden risti
- 1946 : Levoton veri
- 1947 : Intohimon vallassa
- 1949 : Hornankoski
- 1949 : Pikku pelimannista viulun kuninkaaksi
- 1949 : Vain kaksi tuntia
- 1952 : Rikollinen nainen
- 1953 : Mustasukkaisuus
- 1956 : Olet mennyt minun vereeni